# ПГОФ-40
ПГОФ-40 (абр. від постріл гранатометний осколково-фугасний) — граната осколково-фугасної дії з типорозміром 40х53 мм, що відповідає встановленому у НАТО стандарту боєприпасів до автоматичних гранатометів. У порівнянні із 30-мм гранатами, які до 2018 року використовувалися у більшості автоматичних гранатометів, які перебували на озброєнні українського війська, 40-мм граната має більшу потужність та розліт осколків.
Виробник: Шосткинський казенний завод «Імпульс» у співпраці із заводом Кузня на Рибальському (виробник гранатомету)
Використовується в гранатометах: УАГ-40. Вартість однієї гранати становить 1060 грн.